# Bodenmüdigkeit
Bodenmüdigkeit, auch Bodenerschöpfung, beschreibt den Zustand des Bodens bei der Kultivierung von Pflanzen, wenn das Wachstum bzw. die Erträge im Laufe der Zeit zurückgehen, wobei auch allgemeine Düngemaßnahmen nicht Abhilfe schaffen. Die Bodenmüdigkeit tritt insbesondere bei jahrelangem Anbau der gleichen Pflanzen am gleichen Standort auf, und meistens ist diese nur auf eine Pflanzenfamilie oder Gattung beschränkt. Sie tritt im Ackerbau, im Gemüseanbau und auch bei der Anzucht von Zierpflanzen, Sträuchern und im Obstanbau auf. So wachsen alle möglichen Pflanzen an einem Standort, aber die gewünschten, die früher an der Stelle gut wuchsen, gedeihen kaum noch oder verkümmern; es gibt beispielsweise den Begriff Rosenmüdigkeit, Kartoffelmüdigkeit bzw. „rosenmüder Boden“, der dieses Phänomen treffend beschreibt.

## Gartenbau
Die Ursachen sind oft vielfältig und im Detail nicht vollends verstanden. Eine Pflanze entzieht immer wieder die gleichen Nährstoffe dem Boden. Dadurch verarmt der Boden in charakteristischer Weise, da jede Pflanzengattung unterschiedliche Mengen an Düngestoffen dem Boden entzieht. Zu nennen sind
- spezifischer Entzug von Nährstoffen (z. B. auch Verarmung von bestimmten Spurenelementen)
- Anhäufung von Schädlingen im Boden (z. B. Kohlhernie)
- Stoffwechselausscheidungen der Wurzeln (Exsudate), die das Wachstum hemmen oder Schädlinge anziehen
- Artenrückgang der Bodenlebewesen und damit verbundene Veränderung der Bodengare
- Änderung des pH-Wertes im Boden

Zur Vermeidung der Bodenmüdigkeit sind Fruchtwechsel und richtige Fruchtfolge im Gemüseanbau wichtig. Regelmäßige organische Düngung, insbesondere mit Kompost, aber auch spurenelementreiche Dünger wie Guano oder Algendünger und Kontrolle des pH-Wertes im Boden verhindern im Allgemeinen das Auftreten der Bodenmüdigkeit. Bei Rosenmüdigkeit hilft oft nur der Austausch des Bodens bis in 60 cm Tiefe. Das Dämpfen (Bodendesinfektion) zählt ebenso zu den effektiven Methoden in der Landwirtschaft, um die Bodenmüdigkeit zu beseitigen.

## Landwirtschaft
Ursachen sind hauptsächlich Mangelerscheinungen an Mikronährstoffen und eine Anreicherung des Bodens mit wachstumsbeeinträchtigenden Hemmstoffen und deren Abbauprodukten. Noch stärker ertragsmindernd wirken sich allerdings meist Fruchtfolgekrankheiten und -schädlinge bei ackerbaulichen Monokulturen aus.
- Goldnematoden lassen den Kartoffelanbau nur mit mehrjährigen Pausen zu, da es keine geeigneten sonstigen Bekämpfungsmöglichkeiten gibt.
- Zu kurze Fruchtfolgen im Zucker- und Futterrübenanbau führen zur ungehemmten Vermehrung der Rübenzystennematode. Diese vermehren sich auch bei anderen Kreuzblütlern, die als Haupt- oder Zwischenfrucht angebaut werden, wie Raps, Ölrettich oder Senf.
- In Rapsbeständen ist der früher beeinträchtigende Rapsstängelrüssler wie die meisten tierischen Schädlinge heute bekämpfbar. Gegen Weißstängeligkeit ist ein nicht zu häufiger Rapsanbau empfehlenswert.
- Rotklee benötigt auf mit Stängelälchen oder Kleekrebs befallenen Flächen 6- bis 9-jährige Anbaupausen. Dasselbe gilt für Luzerne, die ansonsten von der Welkekrankheit befallen wird.[4]
- Durch den vermehrten Maisanbau wurden der Maiszünsler und der Maiswurzelbohrer stark vermehrt und breiten sich immer stärker aus. Eine einzelbetriebliche Befallsdruckminderung ist durch den relativ großen Umkreis, in dem sich der Schädling bewegt, nicht wirksam.